# Seleucidis melanoleucus
El ave del paraíso filamentosa (Seleucidis melanoleucus) es una especie de ave paseriforme de la familia Paradisaeidae y el único representante del género monotípico Seleucidis. Puebla las selvas de Salawati y Nueva Guinea.

## Subespecies
Se reconocen las siguientes subespecies:
- S. m. melanoleucus (Daudin, 1800)
- S. m. auripennis Schluter, 1911

## Características
El ave del paraíso filamentosa es el único miembro del género monotípico Seleucidis, tiene una cabeza estrecha, la primera sección del morro de los machos no tiene plumas, sus picos son bastante alargados, los machos poseen un plumaje amarillo suave cubriendo sus patas traseras hasta la punta de su cola y el resto de su cuerpo es negro, tanto los machos como las hembras poseen ojos de color rojo anaranjado,

## Galería
|  |  |  |